# 中野藤生
中野 藤生（なかの ふじお、1922年12月8日 - 2009年8月12日）は日本の統計力学者。線形応答理論への寄与で知られる。大阪市出身。

## 人物
1922年、大阪に生まれる。
1944年（昭和19年）9月、大阪帝國大学（現大阪大学）理学部物理学科を繰り上げ卒業後、海軍技術見習尉官となって海軍兵学校にて物理教官となる。戦後、大阪帝國大学理学部副手、大阪大学助手を経て、1955年1月に名古屋大学教授となる。
1955年に「電気伝導度の公式」を、1973年には「対称破りポテンシャルの方法」を発表。
1986年、停年退官ののち名古屋大学名誉教授。2009年8月、肺炎のため名古屋市にて死去。86歳であった。

## 著書
- 『相転移の統計熱力学』中野藤生・木村初男（著） 朝倉書店 1988年
- 『エルゴード性とは何か（パリティ物理学コース―クローズアップ）』中野藤生・服部真澄（著） 丸善 1994年
- 『ハリソン固体論』Walter A.Harrison（著）、中野藤生・野口精一郎・服部真澄（翻訳） 丸善 1976年